# ArrábidaShopping
O ArrábidaShopping é um centro comercial localizado na cidade de Vila Nova de Gaia, no distrito do Porto, em Portugal.

## Localização
O ArrábidaShopping localiza-se na freguesia de Santa Marinha, junto à Ponte da Arrábida, na cidade de Vila Nova de Gaia. A sua proximidade em relação ao rio Douro e o facto de se situar numa zona alta da cidade tornam-no num dos edifícios de destaque na skyline gaiense.

## História
O ArrábidaShopping foi inaugurado em Outubro de 1996 pela Amorim Imobiliária, tendo sido vendido em 1999 ao grupo australiano Lend Lease. Três anos depois, numa transacção que envolveu 115 milhões de euros., passou a ser detido pela Sonae Sierra e por duas empresas francesas suas parceiras, a CNP Assurances e a Ecureuil Vie. A empresa portuguesa ficou responsável pela gestão do centro comercial
Em 2006 o ArrábidaShopping sofreu a mais significativa remodelação da sua história, tendo sido construída uma nova ala que deu lugar a uma previamente inexistente praça de alimentação.

## Características
Os mais de 60.000m² do ArrábidaShopping encontram-se divididos por três andares, o terceiro dos quais ocupado quase exclusivamente por restaurantes, cinemas e áreas de lazer. Existem ainda dois andares subterrâneos para estacionamento, com espaço para mais de 3.000 veículos.

### Restauração e Lazer
A praça de alimentação, inaugurada em 2006, com 30 restaurantes e capacidade para 1130 pessoas, inclui uma área de lazer com pista de bowling e uma varanda com vista sobre o rio Douro e a cidade do Porto. A zona de restauração e lazer está equipada com vários ecrãs, e ainda com hotspots que permitem aos clientes ligarem-se à Internet através de tecnologia Wi-Fi.

### Cinemas
Uma das características mais marcantes do ArrábidaShopping é o facto de possuir o maior multiplex de cinema do país, com 20 salas. Até 2006, esta era a única representação da AMC Theaters (a maior companhia do ramo nos Estados Unidos) em Portugal, mas no seguimento da decisão da empresa em retirar-se da Europa, o multiplex passou a ser explorado pela empresa espanhola UCI Cinemas.